# ...Sounds Like This
Albums de Nektar
A Tab in the Ocean
(1972) Remember the Future
(1973)
Singles
1. Do You Believe in Magic
Sortie : 1972

...Sounds Like This est le troisième album du groupe de rock progressif anglais Nektar, il fut réalisé en juillet 1973 par le label Bellaphon Records et fut produit par Pater Hauke et le groupe.

## Historique
Cet album fut enregistré dans les conditions du direct dans les studios de Dieter Dierks pendant les 8, 9 et 10 février 1973. Les musiciens souhaitaient donner à leurs fans un aperçu de la façon dont le groupe sonnait en live, sans remixes et overdubs.
Les titres de cet album furent écrits, pour la majorité, avant la sortie des deux premiers albums du groupe. Le groupe les jouait et les développait lors des tournées et décida qu'il fallait les graver sur un album. La chanson « New Day Dawning » comprend un extrait de la chanson des Beatles, « Norwegian Wood (This Bird Has Flown) ».
Il est paru en 1973 sous la forme d'un double album vinyle. Sa première version en compact disc se fera sous la forme d'un Cd unique, celle de sa réédition en 2004 comprend un Cd bonus enregistré lors d'un concert donné à Darmstadt en novembre 1971.
...Sounds Like This est le premier album du groupe à sortir au Royaume-Uni, ce qui permettra à Nektar de jouer deux soirs au show TV, "The Old Grey Whistle Test". Elton John décrira cet album comme "an extraordinary album".

## Liste des titres
- Tous les titres sont signés par Nektar

### Album original

#### Face 1
| No | Titre            | Durée |
| -- | ---------------- | ----- |
| 1. | Good Day         | 6:45  |
| 2. | New Day Dawning  | 5:02  |
| 3. | What Ya Gonna Do | 5:24  |

#### Face 2
| No | Titre                   | Durée |
| -- | ----------------------- | ----- |
| 1. | 1-2-3-4                 | 12:47 |
| 2. | Do You Believe in Magic | 7:17  |

#### Face 3
| No | Titre                           | Durée |
| -- | ------------------------------- | ----- |
| 1. | Cast Your Fate                  | 5:44  |
| 2. | A Day in the Life of a Preacher | 13:01 |
| 3. | *Preacher                       |       |
| 4. | *Squeeze                        |       |
| 5. | *Mr. H                          |       |

#### Face 4
| No | Titre                | Durée |
| -- | -------------------- | ----- |
| 1. | Wings                | 3:46  |
| 2. | Odyssee              | 14:31 |
| 3. | *Ron's On            |       |
| 4. | *Never, Never, Never |       |
| 5. | *Da-Da-Dum           |       |

### Réédition 2004

#### Cd 1
| No  | Titre                           | Durée |
| --- | ------------------------------- | ----- |
| 1.  | Good Day                        | 6:45  |
| 2.  | New Day Dawning                 | 5:02  |
| 3.  | What Ya Gonna Do                | 5:24  |
| 4.  | 1-2-3-4                         | 12:47 |
| 5.  | Do You Believe in Magic         | 7:17  |
| 6.  | Cast Your Fate                  | 5:44  |
| 7.  | A Day in the Life of a Preacher | 13:01 |
| 8.  | *Preacher                       |       |
| 9.  | *Squeeze                        |       |
| 10. | *Mr. H                          |       |
| 11. | Wings                           | 3:46  |
| 12. | Odyssee                         | 14:31 |
| 13. | *Ron's On                       |       |
| 15. | *Never, Never, Never            |       |
| 16. | *Da-Da-Dum                      |       |

#### Cd 2 (Titres bonus)
| No | Titre                     | Durée |
| -- | ------------------------- | ----- |
| 1. | Good Day                  | 7:10  |
| 2. | New Day Dawning           | 5:36  |
| 3. | Sunshine Down on the City | 13:02 |
| 4. | Da Da Dum                 | 6:30  |
| 5. | What Ya Gonna Do          | 6:50  |
| 6. | It's All on Your Mind     | 12:48 |
| 7. | Cast Your Fate Jam        | 20:25 |
| 8. | Wings                     | 3:54  |

## Musiciens
- Roye Albrighton: guitares, chant principal
- Ron Howden: batterie, percussions
- Derek "Mo" Moore: basse, chœurs
- Alan "Taff" Freeman: claviers, chœurs

avec
- Mike Brockett: projections, light show, composition (textes)